# دائرة بابور
دائرة بابور هي إحدى دوائر ولاية سطيف الجزائرية.

## التقسيم الإداري
تضم الدائرة حسب التقسيم الإداري لسنة 1984 بلديتين هما :
- بابور
- سرج الغول